# David Production
Pour les articles homonymes, voir David.
David Production, Inc. (デイヴィッドプロダクション, Kabushiki gaisha Deivuiddo Purodakushon, stylisé david production) est un studio d'animation japonaise situé à Kodaira dans la préfecture de Tokyo, au Japon, fondé en septembre 2007.

## Historique
La compagnie a été fondée par le producteur Kōji Kajita, ex-président du studio Gonzo, et par son associé le producteur Taito Okiura en septembre 2007, après leur départ de Gonzo. 
Le premier contrat relevait de la sous-traitance d'animation, mais en 2009, ils lancèrent leur première production principale, l'adaptation du manga Ristorante Paradiso.
Le 1er août 2014, le studio est acquis par Fuji TV qui en fait sa filiale,,.
Le nom de la société dérive de l'histoire biblique de David et Goliath, une histoire choisie pour représenter « [la création d'une] bonne animation avec de superbes histoires et personnages », bien qu'elle soit plus petite que d'autres studios bien connus. Le nom est également un acronyme pour « Design Audio & Visual Illusion Dynamics ».

## Production

### Séries télévisées
| Année | Titre                                            | Dates de 1re diffusion | Dates de 1re diffusion | Nb. éps.   | Notes                                                                                 |
| Année | Titre                                            | Début                  | Fin                    | Nb. éps.   | Notes                                                                                 |
| ----- | ------------------------------------------------ | ---------------------- | ---------------------- | ---------- | ------------------------------------------------------------------------------------- |
| 2009  | Ristorante Paradiso                              | 8 avril 2009           | 24 juin 2009           | 11         | Basée sur le manga de Natsume Ono.                                                    |
| 2009  | Tatakau shisho: The Book of Bantorra (ja)        | 2 octobre 2009         | 2 avril 2010           | 27         | Basée sur le light novel écrite par Ishio Yamagata et illustrée par Shigeki Maeshima. |
| 2011  | Level E                                          | 10 janvier 2011        | 4 avril 2011           | 13         | Basée sur le manga de Yoshihiro Togashi ; coproduite avec Pierrot.                    |
| 2011  | Ben-To (ja)                                      | 8 octobre 2011         | 24 décembre 2011       | 12         | Basée sur le light novel écrite par Asaura et illustrée par Kaito Shibano.            |
| 2012  | Inu x Boku SS                                    | 13 janvier 2012        | 30 mars 2012           | 12         | Basée sur le manga de Cocoa Fujiwara.                                                 |
| 2012  | JoJo's Bizarre Adventure                         | 6 octobre 2012         | 6 avril 2013           | 26         | Basée sur le manga d'Hirohiko Araki.                                                  |
| 2013  | Hyperdimension Neptunia: The Animation           | juillet 2013           | septembre 2013         | 12         | Basée sur la franchise Hyperdimension Neptunia.                                       |
| 2014  | JoJo's Bizarre Adventure: Stardust Crusaders     | 5 avril 2014           | 20 juin 2015           | 48         | Suite de JoJo's Bizarre Adventure.                                                    |
| 2016  | JoJo's Bizarre Adventure: Diamond is Unbreakable | 2 avril 2016           | 24 décembre 2016       | 39         | Suite de JoJo's Bizarre Adventure: Stardust Crusaders.                                |
| 2016  | Monster Hunter Stories: Ride On                  | 2 octobre 2016         | 1er avril 2018         | 75         | Basée sur le jeu vidéo dérivé Monster Hunter Stories de la franchise Monster Hunter.  |
| 2017  | Sagrada Reset (en)                               | 5 avril 2017           | 13 septembre 2017      | 24         | Basée sur le light novel écrite par Yutaka Kōno et illustrée par You Shiina.          |
| 2018  | Captain Tsubasa 2018                             | 3 avril 2018           | 2 avril 2019           | 52         | Remake de l'anime basé sur le manga de Yōichi Takahashi.                              |
| 2018  | Les Brigades immunitaires                        | 8 juillet 2018         | 30 septembre 2018      | 13         | Basée sur le manga d'Akane Shimizu.                                                   |
| 2018  | JoJo's Bizarre Adventure: Golden Wind            | 6 octobre 2018         | 28 juillet 2019        | 39         | Suite de JoJo's Bizarre Adventure: Diamond is Unbreakable.                            |
| 2019  | Fire Force                                       | 6 juillet 2019         | 28 décembre 2019       | 24         | Basée sur le manga d'Atsushi Ohkubo.                                                  |
| 2019  | Ensemble Stars!                                  | 7 juillet 2019         | 22 décembre 2019       | 24         | Basée sur le jeu mobile développé et édité par Happy Elements.                        |
| 2020  | Fire Force - Saison 2                            | 4 juillet 2020         | 12 décembre 2020       | 24         | Suite de Fire Force.                                                                  |
| 2020  | Strike Witches: Road to Berlin                   | 8 octobre 2020         | 24 décembre 2020       | 12         | Troisième saison de la franchise Strike Witches.                                      |
| 2021  | 2.43: Seiin High School Boys Volleyball Team     | 8 janvier 2021         | 26 mars 2021           | 12         | Basée sur le manga écrit par Yukako Kabei et dessiné par Aiji Yamakawa.               |
| 2021  | Les Brigades immunitaires !!                     | 9 janvier 2021         | 27 février 2021        | 8          | Deuxième saison des Brigades immunitaires.                                            |
| 2021  | JoJo's Bizarre Adventure : Stone Ocean           | 1er décembre 2021      | 1er décembre 2022      | 38         | Suite de JoJo's Bizarre Adventure : Golden Wind.                                      |
| 2022  | Urusei Yatsura                                   | 14 octobre 2022        | 21 juin 2024           | 46         | Seconde adaptation du manga de Rumiko Takahashi, la première datant de 1981.          |
| 2023  | Undead Unluck                                    | 7 octobre 2023         | 24 mars 2024           | 24         | Basée sur le manga de Totsuka Yoshifumi.                                              |
| 2025  | Fire Force - Saison 3                            | avril 2025             | À annoncer             | À annoncer | Suite de Fire Force - Saison 2.                                                       |
| 2025  | Jojo's Bizarre Adventure: Steel Ball Run         | 2025                   | ?                      | ?          | Nouvelle Partie de Jojo Bizarre Adventure                                             |

### ONA
| Année | Titre                                  | Dates de 1re diffusion | Dates de 1re diffusion | Nb. éps.   | Notes                                                                           |
| Année | Titre                                  | Début                  | Fin                    | Nb. éps.   | Notes                                                                           |
| ----- | -------------------------------------- | ---------------------- | ---------------------- | ---------- | ------------------------------------------------------------------------------- |
| 2016  | Planetarian ～chiisana hoshi no yume～ | 7 juillet 2016         | 4 août 2016            | 5          | Basée sur le visual novel développé par Key.                                    |
| 2021  | Spriggan (ja)                          | 2021                   | À venir                | À annoncer | Basée sur le manga écrit par Hiroshi Takashige et illustrée par Ryōji Minagawa. |

### Films
| Année | Titre                      | Date de sortie   | Notes                                                 |
| ----- | -------------------------- | ---------------- | ----------------------------------------------------- |
| 2016  | Planetarian: Hoshi no Hito | 3 septembre 2016 | Basée sur le visual novel développé par Key.          |
| 2021  | La Maison des égarées      | 2021             | Basée sur le roman pour enfants de Sachiko Kashiwaba. |

### OAV
| Année | Titre                                         | Date(s) de sortie              | Notes                                                                                         |
| ----- | --------------------------------------------- | ------------------------------ | --------------------------------------------------------------------------------------------- |
| 2009  | Dogs: Bullets & Carnage                       | 19 mai 2009 - 17 juillet 2009  | Production de 4 épisodes ; basée sur le manga de Shirow Miwa.                                 |
| 2017  | Kishibe Rohan wa Ugokanai                     | 28 juin 2017 - 19 juillet 2018 | Production de 2 épisodes ; série dérivée de JoJo's Bizarre Adventure: Diamond is Unbreakable. |
| 2018  | Les Brigades immunitaires: La Rhinopharyngite | 27 décembre 2018               | Épisode spécial ; basée sur le manga d'Akane Shimizu.                                         |